# Friedrich Bischoff (Geistlicher)
Friedrich Bischoff (* 31. März 1909 in Frankfurt am Main; † 9. Dezember 1987 ebenda) war ein deutscher neuapostolischer Geistlicher.

## Biografie
Friedrich Bischoff wurde als erstes gemeinsames Kind des späteren Stammapostels der Neuapostolischen Kirche (NAK) Johann Gottfried Bischoff und seiner Ehefrau Margarethe geboren. Er erlernte nach seiner Schulzeit das Buchdruckerhandwerk und bildete sich darin später in Abendkursen weiter.
1928, also bereits im Alter von 19 Jahren, bekam er von Stammapostel Hermann Niehaus die Leitung der Hausdruckerei der Neuapostolischen Kirche in Frankfurt am Main übertragen.
Wirtschaftliche und politische Verhältnisse veranlassten 1932 die Kirchenleitung, die Druckerei aufzugeben. Friedrich Bischoff erwarb die Einrichtungen und machte sich selbstständig. Seitdem tragen Druckerei und Verlag seinen Namen.
Friedrich Bischoff trat zum 1. Mai 1933 – wie viele höhere Funktionäre der Neuapostolischen Kirche nach der Machtergreifung – der NSDAP bei (Mitgliedsnummer 2.246.356). Er war ebenfalls Mitglied der Sturmabteilung (SA) und als Sportflieger auch des SA-Fliegersturms I. Ein Antrag auf Mitgliedschaft in der Schutzstaffel (SS) sei abgelehnt worden. Ab 1933 war Friedrich Bischoff „politischer Beauftragter“ der NAK und damit ein Kirchenvertreter gegenüber der NS-Führung. Während des Zweiten Weltkriegs muss er ebenfalls in militärischem Einsatz an der Westfront gestanden haben, da er 1947 aus US-amerikanischer Kriegsgefangenschaft nach Deutschland zurückkehrte.
Nach dem Krieg wurde der Verlag wieder Eigentum der Neuapostolischen Gemeinde. Der Vertrag von 1932 zwischen dem Stammapostel Johann Gottfried Bischoff und seinem Sohn Friedrich Bischoff sah eine Laufzeit bis 1940, mit automatischer Verlängerung um jeweils 5 Jahre vor, wenn er nicht gekündigt wird. 1950 verlängerte der Stammapostel die Laufzeit bis 1975. Die Begründung für diese Verlängerung waren der hohe Investitionsbedarf und die Notwendigkeit einer langfristigen Absicherung. Das Apostelkollegium wurde nachträglich davon in Kenntnis gesetzt. Dies führte seinerzeit zu Unstimmigkeiten im Apostelkreis. Ein Anwalt überprüfte den Sachverhalt und stellte fest, dass die Verlängerung rechtlich einwandfrei vollzogen worden war.
Zunächst beschränkten sich die Erzeugnisse auf das Schrifttum der Neuapostolischen Kirche, aber auch Aufträge anderer Kunden. Seit 1933 erscheint die Zeitschrift „Unsere Familie“, die heute in der NAK weltweit verbreitet ist. In der Zeit des Nationalsozialismus mussten darin auch Veröffentlichungen der politischen Führung abgedruckt werden. Trotzdem wurden im Laufe des Krieges sämtliche kirchlichen Publikationen verboten. Die Produktion wurde erst 1949 wieder aufgenommen. Ab den 50er Jahren kam die Produktion von Musikträgern ins Verlagsprogramm. Nach dem Tod von Friedrich Bischoff im Jahr 1987 gingen Verlag und Druckerei 1989 wieder in das Eigentum der Neuapostolischen Kirche über, tragen aber trotzdem noch den Namen des Firmengründers. Heute sieht der Verlag „Friedrich Bischoff“ seine Aufgabe darin, „christliche Werte über Konfessions-, Alters- und Ländergrenzen hinaus zu vermitteln“.

## Kontroversen
Laut der AG Geschichte der NAK International war Friedrich Bischoff Akteur bei den innerkirchlichen Spannungen zwischen 1938 und 1955. Demzufolge soll er gerade als Verlagsleiter und „Initiator“ diverser Artikel in der Kirchenzeitschrift „Unsere Familie“ Einfluss genommen haben. Laut NAK ließe sich heute die Vermutung daraus ableiten, dass er zwischen 1949 und 1950 die Strategie verfolgt habe, die „Position und Legitimation“ von Peter Kuhlen in seinem damaligen Amt als Stammapostelhelfer und designierter Nachfolger seines Vaters, Stammapostel Bischoff, beim Apostelkollegium und Kirchenmitgliedern zu untergraben. Eine Zeitzeugenbefragung der NAK Nordrhein-Westfalen aus dem Jahr 2008 kam zu einer ähnlich lautenden Schlussfolgerung.
Allgemeine Vorwürfe eines konfliktfördernden Einflusses Friedrich Bischoffs kamen bereits früh seitens jener auf, wie dem amtsenthobenen und ausgeschlossenen Apostel Otto Güttinger, die sich 1954/1955 von der Neuapostolischen Kirche losgesagt haben. Angaben Peter Kuhlens zufolge soll sich Friedrich Bischoff bei der Apostelversammlung vom 12. September 1954 in Stuttgart deutlich und wiederholt für eine Dogmatisierung des Botschaftsglaubens zum formalen Status Confessionis ausgesprochen haben, selbst entgegen der zurückhaltenderen Position seines Vaters. Wilhelm Parzich, ehemals NAK-Priester und 1952 maßgeblich am Schisma der Apostolischen Gemeinde des Saarlandes beteiligt, ging sogar so weit, die „Botschaft“ als eine Erfindung von Friedrich Bischoff darzustellen, der damit versucht haben soll eigene Machtansprüche und vorteilhafte Finanzverhältnisse um den Kirchenverlag vor internen Kritikern wie Peter Kuhlen zu schützen.

## Werdegang in der NAK
Friedrich Bischoff brachte sich auch aktiv in die Gemeindearbeit der Neuapostolischen Kirche ein. Ihm wurden im Laufe der Jahre folgende Ämter übertragen:
- 1927  Diakon
- 1929  Priester
- 1931  Bezirksevangelist
- 1950  Bezirksältester
- 1951  Apostel
- 1953  Bezirksapostel und Kirchenpräsident der Gebietskirche Rheinland-Pfalz.

Ab 1972 leitete er im Auftrag von Stammapostel Walter Schmidt zusätzlich die Gebietskirche Saarland.
1984 versetzte ihn Stammapostel Hans Urwyler in den Ruhestand. Die Arbeit in seinem Verlag setzte er bis zu seinem Tod fort.
Friedrich Bischoff war seit 1932 mit seiner Frau Barbara verheiratet. Aus der Ehe entstammen zwei Töchter, von denen die jüngere (ebenfalls Barbara) mit dem Stammapostel im Ruhestand Wilhelm Leber verheiratet ist.